# August Stradal

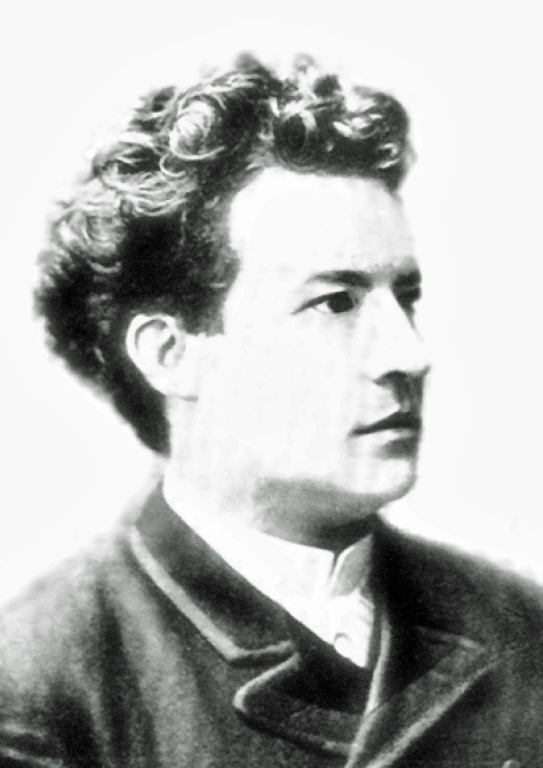
August Stradal

August Stradal fue un profesor de piano y arreglista. Nació el 17 de mayo de 1860 en Teplice, Bohemia (actualmente Alemania) y murió el 13 de marzo de 1930 en Krasna Lipa. Fue un gran estudiante de Anton Bruckner, haciendo arreglos para piano de varias de sus sinfonías. Sus credenciales pianísticas incluyen estudios con Theodor Leschetizki y Franz Liszt. En 1928 fue condecorado con el Premio del Estado checoslovaco en 1928. Sobre sus transcripciones, hay que decir que son de gran calidad y recogen todo el entramado sinfónica de la obra de turno, al igual que las de Ferdinand Löwe.

## Lista de obras transcritas para piano
- Bach: Sonata para órgano en mi menor
- Bach: Segunda sonata para órgano
- Bach: Conciertos de Brandenburgo 1, 2 y 3
- Bach: Concierto para piano en fa mayor
- W. F. Bach: Fantasía y fuga en la menor
- Beethoven: Cuarteto de cuerda op. 131
- Brahms: 3 caprichos Op.39
- Buxtehude: Pasacalle in re menor
- Buxtehude: Preludio y fuga en la menor
- Buxtehude: Preludio y fuga en re menor
- Buxtehude: Preludio y fuga en mi menor n.º 2
- Buxtehude: Preludio y fuga en fa mayor
- Buxtehude: Preludio y fuga en fa sostenido menor
- Buxtehude: Preludio y fuga en sol menor
- Buxtehude: Prelude in E minor
- Liszt: Sinfonía Dante
- Liszt: Los 13 poemas sinfónicos
- Liszt: Sinfonía Fausto
- Liszt: Es muss ein Wunderbares sein
- Mahler: Sinfonía n.º 5 (Mahler) (para dos pianos)
- Mozart: Sinfonía nº40
- Mozart: Canción de la boca de Fígaro
- Paganini: Estudio de bravura y caprichos
- Purcell: Chacona
- Reubke: Sonata del salmo nº94
- Stradal: Abenddaemmerung
- Johann Str/Bach: Concierto para órgano en re menor